# 170-й меридіан західної довготи
170-й меридіан західної довготи — лінія довготи, що лежить на 170 градусів західніше Гринвіцького меридіана. Вона проходить від Північного полюса через Північний Льодовитий океан, Азію, Тихий океан, Південний океан та Антарктиду до Південного полюса.
170-й меридіан західної довготи формує велике коло разом із 10-тим меридіаном східної довготи.

## Список географічних об'єктів, що перетинає 170° зх. д.
Починаючи на Північному полюсі та рухаючись до Південного полюса, 170-й меридіан західної довготи проходить через:
| Координати                                                   | Країна, територія або море | Примітки                                                                                              |
| ------------------------------------------------------------ | -------------------------- | --- |
| 90°0′ пн. ш. 170°0′ зх. д. / 90.000° пн. ш. 170.000° зх. д.  | Північний Льодовитий океан | |
| 71°50′ пн. ш. 170°0′ зх. д. / 71.833° пн. ш. 170.000° зх. д. | Чукотське море             | |
| 66°33′ пн. ш. 170°0′ зх. д. / 66.550° пн. ш. 170.000° зх. д. | Берингове море             | |
| 66°11′ пн. ш. 170°0′ зх. д. / 66.183° пн. ш. 170.000° зх. д. | Росія                      | Проходить через Чукотський півострів                                                                  |
| 66°2′ пн. ш. 170°0′ зх. д. / 66.033° пн. ш. 170.000° зх. д.  | Берингове море             | |
| 63°28′ пн. ш. 170°0′ зх. д. / 63.467° пн. ш. 170.000° зх. д. | США                        | Аляска — проходить через острів Святого Лаврентія                                                     |
| 63°9′ пн. ш. 170°0′ зх. д. / 63.150° пн. ш. 170.000° зх. д.  | Берингове море             | Проходить східніше острова Сент-Пол, Аляска, США Проходить західніше острова Сент-Джордж, Аляска, США |
| 52°54′ пн. ш. 170°0′ зх. д. / 52.900° пн. ш. 170.000° зх. д. | США                        | Аляска — проходить через острови Карлайл і Чугінадак                                                  |
| 52°48′ пн. ш. 170°0′ зх. д. / 52.800° пн. ш. 170.000° зх. д. | Тихий океан                | Проходить західніше Ніуе                                                                              |
| 60°0′ пд. ш. 170°0′ зх. д. / 60.000° пд. ш. 170.000° зх. д.  | Південний океан            | |
| 78°29′ пд. ш. 170°0′ зх. д. / 78.483° пд. ш. 170.000° зх. д. | Антарктида                 | Проходить через Територію Росса (претендує Нова Зеландія)                                             |